# Schizocosa tamae
Schizocosa tamae är en spindelart som först beskrevs av Willis J. Gertsch och Davis 1940.  Schizocosa tamae ingår i släktet Schizocosa och familjen vargspindlar. Inga underarter finns listade i Catalogue of Life.